# 贝尔勒欧布瓦
贝尔勒欧布瓦（法語：Berles-au-Bois，法語發音：[bɛʁl o bwa]）是法国上法兰西大区加来海峡省的一个市镇，属于阿拉斯区。

## 地理
贝尔勒欧布瓦（50°11'49"N, 2°37'45"E）面积8.9 平方千米，位于法国上法蘭西大區加来海峡省，该省份为法国北部沿海省份，西北濒北海，南至索姆省，东临北部省。
与贝尔勒欧布瓦接壤的市镇（或旧市镇、城区）包括：巴约尔瓦勒、蒙希欧布瓦、波米耶、朗萨尔、里维耶尔、巴约尔蒙、比安维莱欧布瓦。

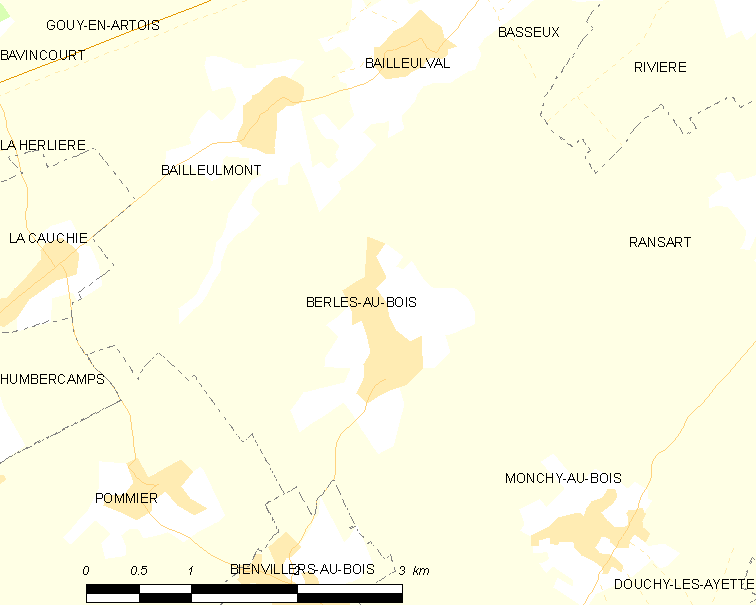
贝尔勒欧布瓦的OSM定位图

贝尔勒欧布瓦的时区为UTC+01:00、UTC+02:00（夏令时）。

## 行政
贝尔勒欧布瓦的邮政编码为62123，INSEE市镇编码为62112。

## 政治
贝尔勒欧布瓦所属的省级选区为阿韦讷勒孔特县。

## 人口

1962-2008年间贝尔勒欧布瓦人口变化图示

贝尔勒欧布瓦于2022年1月1日时的人口数量为538人。